# 2013 GA137
2013 GA137, também escrito como 2013 GA137, é um objeto transnetuniano que está localizado no Cinturão de Kuiper, uma região do Sistema Solar. Ele possui uma magnitude absoluta de 7,9 e tem um diâmetro estimado de 116 km.

## Descoberta
2013 GA137 foi descoberto no dia 4 de abril de 2013 pelo Outer Solar System Origins Survey.

## Órbita
A órbita de 2013 GA137 tem uma excentricidade de 0,168 e possui um semieixo maior de 42,515 UA. O seu periélio leva o mesmo a uma distância de 35,365 UA em relação ao Sol e seu afélio a 49,664 UA.